# Henry S. Ensher
Henry S. Ensher, född 1959, är en amerikansk diplomat. Som ambassadör tjänstgjorde han i Algeriet.
Ensher var USA:s ambassadör i Alger 2011–2014.